# Лихонин, Михаил Николаевич
Михаил Николаевич Лихонин (1802—1864) — русский переводчик и писатель.

## Биография
Родился 25 января (6 февраля) 1802 года.
Обучался в Московском университете, затем занимался преподавательской деятельностью.
Лихонин принадлежал к числу тех передовых людей московских кружков 30-х годов, которые были ревностными проповедниками немецкой философии. Он прекрасно владел французским, немецким, английским, испанским и итальянским языками.
Скончался 15 (27) мая 1864 года и был похоронен на Ваганьковском кладбище; могила утрачена.

## Публикации
Михаил Николаевич Лихонин опубликовал следующие переводы на русском языке:
- «Москвитяне»
- Дон Карлос, инфант Испании : Драм. стихотворение Фридриха Шиллера / Пер. М. Лихонина. 1828. — Москва : тип. С. Селивановского, 1833. — [4], 384, [2] с.
- «Дон-Карлос» Шиллера (М., 1839)
- Макбет : Трагедия Шекспира / Пер. с англ. [и предисл.] М. Лихонина (1850). — Москва : тип. В. Готье, 1854. — 132 с.
- «Сочинения в стихах и прозе» Кальдерона и Сары Толстой (М., 1839)

Однако, редакции того времени неохотно публиковали его работы, написанные не всегда в удачной форме, но наполненные искренними чувствами. Сохранилась в рукописях и его автобиография, содержащая сведения о литературе и характеристике общества того времени.